# Beowulf (gedicht)
Beowulf is een Oudengels heroïsch, episch gedicht in allitererende versvorm en bovendien het vroegste voorbeeld van een in volkstaal geschreven Europees epos. Het gedicht bestaat uit 3182 regels en maakt 10% uit van de huidige bronnen met Angelsaksische literatuur. Het gedicht zoals het in het manuscript werd aangetroffen had geen titel, maar sinds het begin van de 19e eeuw staat het onder de naam Beowulf bekend. Het verscheen pas in 1815 in druk.

## Oorsprong
Het is het oudste epische gedicht dat in een taal geschreven is die duidelijk een oude vorm van het huidige Engels is. Men is het niet eens over de precieze datum, maar men schat dat het manuscript uit de 10e eeuw stamt. Er is echter meer onzekerheid over de oorsprong van het gedicht zelf. Er komen enkele archaïsche woorden in het werk voor die suggereren dat het gedicht uit de 8e eeuw stamt, misschien zelfs de eerste helft ervan. Maar gezien het feit dat in poëzie - ook Oudengelse - vaak bewust archaïsche termen worden gebruikt, is dit geen doorslaggevend bewijs. Het gedicht staat, samen met o.a. het kortere gedicht Judith, in wat tegenwoordig het Beowulf-manuscript wordt genoemd. De tekst is door twee scribenten opgeschreven, de tweede neemt het halverwege het gedicht over. Wie de oorspronkelijke samensteller of auteur van het gedicht is valt niet te achterhalen, noch of de vorm waarin het manuscript ons heeft bereikt de oorspronkelijke is of een - door de monniken die het hoogstwaarschijnlijk hebben opgetekend - met christelijke elementen aangevulde versie. De oudste overgebleven 'Engelse' tekst is Caedmons Hymn of Creation, dat in Beowulf trouwens ook wordt aangehaald.

## Aard
Het gedicht is over het algemeen een fictief werk, maar er komen personen in voor die mogelijk echt bestaan hebben, en gebeurtenissen die waarschijnlijk plaatsvonden tussen de jaren 450 en 600 in Denemarken en Zuid-Zweden. Het is een bron van informatie over Angelsaksische tradities zoals de Slag bij Finnsburg, Hygelac en Offa, koning van de continentale Angelen. Waarschijnlijk is het verhaal door Deense migranten mondeling overgebracht naar Engeland, en daar later pas vertaald en opgeschreven.
De taal waarin het werk geschreven is, laat-West-Saksisch, is een dialect van het Oudengels, vermoedelijk het Mercisch of Northumbrisch. Het Oudengels is de voorloper van het huidige Engels, maar is sindsdien zo veranderd dat moderne Engelsen het niet zonder meer als Engels herkennen.
Er bestaat slechts één enkele versie van het gedicht, die bewaard wordt in de British Library te Londen. Het manuscript staat bekend onder de naam Cotton Vitellius A.XV; het was opgenomen in de achttiende-eeuwse catalogus van Robert Bruce Cotton. Het manuscript liep in 1731 brandschade op in Ashburnham House.
De IJslandse wetenschapper Grímur Jónsson Thorkelin maakte in 1818 de eerste transcriptie van het manuscript: dat wil zeggen, hij schreef letter voor letter het manuscript over. Dit deed hij in opdracht van een historische onderzoekscommissie van de Deense regering. Sinds die tijd heeft het oorspronkelijke manuscript nog meer schade opgelopen, en daardoor is de transcriptie van Thorkelin een waardevolle tweede bron geworden, waarin stukken tekst te vinden zijn die in het manuscript niet meer leesbaar zijn.
In 1993 startte de British Library, onder leiding van dr. Kiernan, een project om van alle pagina's van Beowulf foto's te maken, gebruikmakend van verschillende opnametechnieken, om zo de tekst optimaal zichtbaar te maken. Deze Electronic Beowulf maakt de tekst in zijn oorspronkelijke vorm toegankelijk voor wetenschappers die het willen bestuderen.

## Inhoud
Het gedicht verhaalt over de strijd van Beowulf tegen het monster Grendel. Dit monster tiranniseert al twaalf jaar lang Heorot, de grote zaal gebouwd door Hrothgar, koning der Denen. Als Beowulf, neef van koning Hygelac der Gauten (Geats), hoort van de moorden gepleegd door Grendel, schiet hij te hulp met veertien van zijn mannen. Beowulf en zijn gevolg overnachten in Heorot, en in het holst van de nacht valt Grendel aan. Ook nu weer verrast hij een van de slapende mannen, rijt hem open en verslindt hem geheel. Als hij ook Beowulf wil grijpen, weet deze hem in een gevecht te doden. Later rekent hij ook nog af met Grendels moeder. Aan het eind van het verhaal, wanneer hij zelf reeds vijftig jaar lang koning der Geats is, moet hij het tegen een vuurspuwende worm (een draak) opnemen, die hem echter doodt. Zijn neef Wiglaf doodt de draak alsnog en wordt de nieuwe koning.
Het gedicht geeft een voorstelling van een voorchristelijke samenleving gebaseerd op oorlog, waarin de relatie tussen de koning en zijn onderdanen een zeer belangrijke rol speelt. Deze relatie bestaat hierin dat de koning zijn onderdanen beschermt in ruil voor wapens, voedsel, goud enzovoorts.
De in het gedicht geschetste samenleving heeft familiebanden tevens hoog in het vaandel staan: als een familielid gedood wordt, is het de taak van de nabestaanden om zijn dood te wreken op zijn moordenaar door hem ofwel te doden, of door hem te dwingen een som geld te betalen (weergeld). Als een van de misdrijven van Grendel wordt dan ook genoemd het feit dat hij niet wil onderhandelen over weergeld. Bovendien wordt de wereld van Beowulf geregeerd door de lotsbestemming. Zijn overtuiging dat het lot hem in zijn macht heeft is een belangrijk aspect van de handelingen van Beowulf in het gedicht, terwijl de verteller duidelijk vanuit een christelijk perspectief spreekt. Opvallend is daarbij dat de verteller de heidense rituelen die hij beschrijft niet veroordeelt, maar eerder blijk geeft van medeleven met deze mensen, die de christelijke god niet (er)kennen.
Wetenschappers zijn het er niet over eens of Beowulf een heidense of christelijke inslag heeft. De personages uit het gedicht zijn duidelijk heidens, maar de verteller plaatst de gebeurtenissen steevast in een christelijke context, door Grendel als nazaat van Kaïn te betitelen. Sommige theorieën poneren dat Beowulf een vertaling is van een ouder Germaans verhaal, opnieuw verteld voor een christelijk publiek.

## Vertalingen en bewerkingen
- Er zijn verscheidene vertalingen gemaakt van het gedicht, de een geslaagder dan de ander. De Ierse dichter Seamus Heaney heeft een bekende vertaling in modern Engels geleverd.
- Het verhaal van Beowulf is vanuit het gezichtspunt van het monster verteld door John Gardner in zijn roman Grendel.
- Het oorspronkelijke gedicht werd tevens als uitgangspunt gebruikt voor Michael Crichtons roman Eaters of the Dead, die werd verfilmd met Antonio Banderas als The 13th Warrior.
- Ook was Beowulf een belangrijke inspiratiebron voor J.R.R. Tolkien, die het essay Beowulf: The Monsters and the Critics schreef; het volk van de Rohirrim in zijn "In de Ban van de Ring" is deels geïnspireerd door het verhaal van Beowulf.
- In 1999 kwam er een film uit met de titel Beowulf (met Christopher Lambert).
- In 2006 kwam de speelfilm Beowulf & Grendel uit.
- In 2007 verscheen ook een film met de titel Beowulf, waar ook een 3D versie van gemaakt is. Zie Beowulf (2007).
- In 2014 werd J.R.R. Tolkiens lang verwachte vertaling (uitgegeven door zijn zoon Christopher) gepubliceerd in Beowulf: A Translation and Commentary.[2][3]

#### Nederlandse vertalingen
- Beowulf, Angelsaksisch volksepos vertaald in stafrijm door L. Simons, 1896
- Beowulf, een prozavertaling. Vertaald door Jan Jonk. Uitgeverij Bert Bakker 1977. Jonk heeft later ook een vertaling in versvorm gemaakt:
- Beowulf. Vertaald door Jan Jonk. Uitgeverij Papieren Tijger 2002. Vertaling in allitererende verzen.
- Beowulf, Tolkiens vertaling van het legendarische gedicht. De Engelse vertaling van J.R.R. Tolkien vertaald in het Nederlands door Renee Vink. De Boekerij 2014.
- Beowulf, een oudengels heldendicht. Vertaald door Bert Osnabrug. Uitgeverij Lalito 2021. Bevat ook een vertaling van het Finnsburg-fragment.

## Een extract
Hier volgt een klein gedeelte van het gedicht. Het deel vóór de rij puntjes omvat de regels 709 tot en met 753 van het origineel, het deel erna de regels 808 tot en met 819. De vertaling - door medewerkers van Wikipedia - is echter nog niet volmaakt.

| Ðá cóm of móre under misthleoþum Grendel gongan· godes yrre bær· mynte se mánscaða manna cynnes sumne besyrwan in sele þám héan· wód under wolcnum tó þæs þe hé wínreced goldsele gumena gearwost wisse faéttum fáhne· ne wæs þæt forma síð þæt hé Hróþgáres hám gesóhte· naéfre hé on aldordagum aér ne siþðan heardran haéle healðegnas fand. Cóm þá to recede rinc síðian dréamum bedaéled· duru sóna onarn fýrbendum fæst syþðan hé hire folmum æthrán onbraéd þá bealohýdig ðá hé gebolgen wæs, recedes múþan· raþe æfter þon on fágne flór féond treddode· éode yrremód· him of éagum stód ligge gelícost léoht unfaéger· geseah hé in recede rinca manige swefan sibbegedriht samod ætgædere magorinca héap. Þá his mód áhlóg: mynte þæt hé gedaélde aér þon dæg cwóme atol áglaéca ánra gehwylces líf wið líce þá him álumpen wæs wistfylle wén. Ne wæs þæt wyrd þá gén þæt hé má móste manna cynnes ðicgean ofer þá niht· þrýðswýð behéold maég Higeláces hú se mánscaða under faérgripum gefaran wolde. Né þæt se áglaéca yldan þóhte ac hé geféng hraðe forman síðe slaépendne rinc slát unwearnum· bát bánlocan· blód édrum dranc· synsnaédum swealh· sóna hæfde unlyfigendes ealgefeormod fét ond folma· forð néar ætstóp· nam þá mid handa higeþíhtigne rinc on ræste· raéhte ongéan féond mid folme· hé onféng hraþe inwitþancum ond wið earm gesæt. Sóna þæt onfunde fyrena hyrde· þæt hé ne métte middangeardes eorþan scéatta on elran men mundgripe máran· (...) ðá þæt onfunde sé þe fela aéror módes myrðe manna cynne fyrene gefremede --he, fág wið god-- þæt him se líchoma laéstan nolde ac hine se módega maég Hygeláces hæfde be honda· wæs gehwæþer óðrum lifigende láð· lícsár gebád atol aéglaéca· him on eaxle wearð syndolh sweotol· seonowe onsprungon· burston bánlocan· Béowulfe wearð gúðhréð gyfeþe· | Toen kwam vanuit het moeras onder de mistige heuvels Grendel gelopen, Gods woede droeg hij; de ongure verwoester was van plan van de mensheid iemand te grijpen in de grote zaal; hij waadde onder de wolken tot hij de wijnzaal --de gouden zaal der mensen-- zeer zeker zag, het was niet de eerste keer dat hij Hrothgars thuis had gezocht; hij had nooit in zijn levensdagen, ervóór noch erna, minder geluk of onderdanen in de zaal gevonden. Hij kwam toen naar de zaal de reizende strijder, afgesneden van vrolijkheid; de deur opende spoedig, stevig, door vuur gesmeed, toen hij hem met zijn handen beroerde kwaad in het zin hebbend, trok hij open, nu hij woedend was, de mond van de zaal; direct daarna op de betegelde vloer; schreed het monster, en ging woedend vooruit; uit zijn ogen kwam, als een vlam, een verstoord licht; Hij zag in de zaal vele strijders, een slapend gezelschap van bloedverwanten samen bij elkaar. een aanzienlijk leger van strijders. Toen lachte zijn hart: Hij was van plan om, vóór de dag aanbrak, het wrede beest, om bij elk van hen het lichaam van het leven te beroven, nu overkwam hem de hoop op een groot feest. Het was niet meer zijn lot dat hij meer van de mensheid zo krijgen na die nacht; de machtige man aanschouwde, de bloedverwant van Hygelac, hoe de wrede doder door middel van een plotse aanval wenste voort te gaan. Het monster was hiermee niet van plan te wachten, maar hij greep snel, bij de eerste gelegenheid, een slapende strijder, reet hem ongebreideld uiteen, beet door de gewrichten, dronk bloed uit de bloedvaten, slokte grote stukken op; al snel had hij de on-levende helemaal verslonden, handen en voeten; hij trad nader, en pakte met zijn handen een dappere strijder uit zijn rust, rijkte naar hem de vijand met zijn handpalm; snel bevatte hij de boosaardige gedachten en greep de arm stevig vast. Meteen merkte hij, de schaapherder der gruweldaden, dat hij niet ontmoet had in Midden-Aarde, in het wijde gebied van de wereld, in een andere man een sterkere hand-greep; (...) Toen merkte hij, die eerder vele, ellende in zijn geest, op de mensheid wreedheden had gepleegd --hij, die vocht met God-- dat zijn lichaam hem niet wilde gehoorzamen, maar hij werd door de stoutmoedige bloedverwant van Hygelac aan de hand gehouden; elk werd door de ander; verfoeid zolang hij nog leefde; lichaamspijn voelde hij, de ontzagwekkende boeman; op zijn schouder werd een grote wond zichtbaar, zenuwen sprongen, spieren barstten; Beowulf werd oorlogs-lof gegeven; |

## Oger
In regel 112-113 staat het woord orcnēas, dit wordt vertaald met Oger.